# Fedra
Fedra (grško Phaidra) je v grški mitologiji Tezejeva žena, ki se je zaljubila v svojega pastorka Hipolita. Zaradi nesrečne oz. neuslišane ljubezni je Tezeja naščuvala proti Hipolitu in tako povzročila njegovo smrt; zatem je naredila samomor.